# 岩手県立宮古商業高等学校
岩手県立宮古商業高等学校（いわてけんりつ みやこしょうぎょうこうとうがっこう）は、岩手県宮古市に所在した公立の商業高等学校。

## 設置学科
- 商業科
- 会計科
- 流通経済科
- 情報科

## 沿革
- 1919年（大正8年）4月1日 - 宮古尋常高等小学校に高等小学校卒業を入学資格とする町立宮古実業補習学校を認可併置。修業年限1年
- 1924年（大正13年）4月1日 - 町立宮古実業補習学校。修業年限2年
- 1925年（大正14年）4月1日 - 町立宮古商業補習学校と改称。修業年限2ヵ年
- 1926年（大正15年）4月1日 - 宮古商業専修学校と改称
- 1928年（昭和3年）4月9日 - 町立宮古商業専修学校，宮古公会堂を校舎にあて移転
- 1936年（昭和11年）4月1日 - 青年学校令実施に伴い、宮古男子青年学校商業本科と改称。修業年限2ヵ年、宮古尋常高等小学校裏に移転
- 1941年（昭和16年）4月15日 - 文部省から宮古市立商業学校設立認可。従来の宮古男子青年学校商業本科（修業年限2ヵ年）第1学年、第2学年の生徒を編入試験の上、入学を許可
- 1942年（昭和17年）4月1日 - 学則変更により宮古市立商業学校修業年限5ヵ年となる。男子第1学年100名募集第一本科となる。同年5月7日第二本科（修業年限2ヵ年制）の入学を許可
- 1943年（昭和18年）4月1日 - 宮古市立商業学校第一本科のみ男子100名募集。第二本科募集停止
- 1944年（昭和19年）4月1日 - 宮古市立女子商業学校、市内藤原の岩手県立宮古水産学校旧校舎へ移転
- 1945年（昭和20年）4月1日 - 宮古市立女子商業学校、岩手県立宮古高等女学校校舎内へ移転
- 1946年（昭和21年）4月1日 - 宮古市立女子商業学校を岩手県立宮古高等女学校に併合
- 1947年（昭和22年）9月25日 - 岩手県立宮古中学校、藤原に新築校舎落成し宮古市立商業学校移転
- 1948年（昭和23年）3月31日 - 宮古市立商業学校（5年制）第1回卒業
- 1948年（昭和23年）4月1日 - 学制改革により岩手県立宮古中学校を岩手県立宮古第一高等学校と改称。宮古市立商業学校を統合し商業科併置
- 1949年（昭和24年）4月1日 - 岩手県立宮古第一高等学校、第二高等学校を統合し岩手県立宮古高等学校と改称
- 1963年（昭和38年）4月1日 - 岩手県立宮古高等学校から商業科家政科が分離独立し岩手県立宮古商業高等学校を設立、現在地に移転
- 1964年（昭和39年）5月20日 - 体育館新築落成
- 1964年（昭和39年）11月14日 - 分離独立校舎落成記念式典を挙行
- 1965年（昭和40年）3月30日 - 増築校舎落成
- 1968年（昭和43年）1月25日 - クラブ部室落成
- 1968年（昭和43年）12月2日 - 柔道場 誠之館落成
- 1972年（昭和47年）4月1日 - 小学科制採用。商業科3学級、経理科2学級、事務科1学級、営業科1学級募集（家政科募集停止）
- 1972年（昭和47年）8月17日 - 25mプール落成
- 1973年（昭和48年）3月27日 - 創立50周年記念式典ならびに産振棟増設記念式典挙行
- 1979年（昭和54年）10月22日 - 創立60周年記念式典挙行
- 1981年（昭和56年）3月31日 - 記念碑「理想に燃えて」が卒業生より寄贈される
- 1982年（昭和57年）3月31日 - 第二体育館新築落成、校内舗装工事完了
- 1985年（昭和60年）4月1日 - 情報処理科1学級新設（商業科1学級減）、商業科2、経理科2、事務科1、営業科1、情報処理科1となる
- 1987年（昭和62年）4月1日 - 経理科1学級臨時学級減、商業科2、経理科1、事務科1、営業科1、情報処理科1となる
- 1989年（平成元年）2月6日 - 新産振棟新築落成
- 1989年（平成元年）3月22日 - 柔剣道場新築落成
- 1989年（平成元年）4月1日 - 国際経済科1学級新設（事務科募集停止）、商業科2、経理科1、営業科1、情報処理科1、国際経済科1となる
- 1989年（平成元年）11月4日 - 創立70周年、独立25周年記念式典を挙行
- 1990年（平成2年）2月3日 - 青森県立黒石商業高等学校と姉妹校締結
- 1993年（平成5年）1月13日 - 部室新築落成
- 1993年（平成5年）3月26日 - レスリング場新築落成
- 1993年（平成5年）4月1日 - 商業科1学級減、営業科1、国際経済科1、経理科1.情報処理科1となる
- 1994年（平成6年）3月25日 - 校舎大規模改造第一期工事完成
- 1994年（平成6年）4月1日 - 営業科を流通経済科、経理科を会計科と科名変更。商業科1、情報処理科1、国際経済科1、会計科1、流通経済科1となる
- 1995年（平成7年）3月24日 - 校舎大規模改造第二期工事完成
- 1998年（平成10年）3月1日 - 第一体育館大規模改修工事完成
- 1998年（平成10年）4月1日 - 学科改編により情報科新設（国際経済科，情報処理科募集停止）。商業科1、会計科1、流通経済科1、情報科1となる
- 1999年（平成11年）10月22日 - 創立80周年記念式典挙行
- 1999年（平成11年）11月5日 - 青森県立黒石商業高等学校姉妹校締結10周年記念式典挙行
- 2000年（平成12年）3月17日 - 産振棟大規模改造工事完成
- 2000年（平成12年）8月8日 - グラウンド改修工事完成
- 2001年（平成13年）10月1日 - いわて教育情報ネットワーク導入
- 2002年（平成14年）3月18日 - セミナーハウス「尽心館」新築落成
- 2005年（平成17年）6月10日 - 高校再編計画により岩手県立宮古商業高等学校の存続決定
- 2009年（平成21年）10月24日 - 創立90周年記念式典挙行
- 2013年（平成25年）1月22日 - 校舎等耐震補強工事完成（平成21年:第一体育館、平成23年:西校舎、平成24年:東校舎
- 2019年（令和元年）11月8日 - 創立100周年記念式典挙行
- 2020年（令和2年）3月31日 - 岩手県立宮古工業高等学校との統合に伴い閉校。

## 所在地
- 宮古市磯鶏3丁目5-1
北緯39度37分2.3秒 東経141度57分34.1秒 / 北緯39.617306度 東経141.959472度